# Cristian Bustos
Cristian Bustos Costa (ur. 29 maja 1983 w Alicante) – hiszpański piłkarz występujący na pozycji pomocnika w Lorce.